# Trans-USA 1980
La temporada de 1980 de la Trans-USA, anomenada oficialment 1980 Trans-USA motocross series, fou la 2a edició d'aquest campionat, organitzat per l'AMA. El calendari oficial constava de 4 proves puntuables, celebrades entre el 21 de setembre i el 12 d'octubre.
Kent Howerton guanyà el campionat per segona vegada consecutiva amb un total de dues victòries absolutes, mentre que Mark Barnett i Broc Glover n'aconseguien una cadascun.

## Rondes
Font:
| Ronda | Data           | Lloc                   | Guanyador     | Motocicleta |
| ----- | -------------- | ---------------------- | ------------- | ----------- |
| 1     | 21 de setembre | Lexington (Ohio)       | Mark Barnett  | Suzuki      |
| 2     | 28 de setembre | Buchanan (Michigan)    | Broc Glover   | Yamaha      |
| 3     | 5 d'octubre    | New Berlin (Nova York) | Kent Howerton | Suzuki      |
| 4     | 12 d'octubre   | Braselton (Geòrgia)    | Kent Howerton | Suzuki      |

## Classificació final
| Posició | Pilot         | Motocicleta | Punts |
| ------- | ------------- | ----------- | ----- |
| 1       | Kent Howerton | Suzuki      | 153   |
| 2       | Broc Glover   | Yamaha      | 151   |
| 3       | Bob Hannah    | Yamaha      | 131   |
| 3       | Mark Barnett  | Suzuki      | 131   |
| 5       | Marty Tripes  | Yamaha      | 104   |
| 6       | Chuck Sun     | Honda       | 102   |
| 7       | Warren Reid   | Kawasaki    | 87    |
| 8       | Donnie Hansen | Honda       | 85    |
| 9       | Jim Gibson    | Honda       | 84    |
| 10      | Steve Wise    | Honda       | 81    |